# Leonti Rámenski
Leonti Grigórievich Rámenski (em russo: Леонтий Григорьевич Раменский, 16 de junho de 1884 - 27 de janeiro de 1953) foi um botânico russo, fitogéografo e ecólogo vegetal.

## Biografía
Graduado pela Universidade Estatal de São Petersburgo em 1916, obteve seu doutorado em biologia no ano de 1935.

## Obra
- Ramensky, L.G. (1930) Zur Methodik der vergleichenden Bearbeitung und Ordnung von Pflanzenlisten und anderen Objekten, die durch mehrere verschiedenartig wirkende Faktoren bestimmt werden. Beiträge zur Biologie der Pflanzen (Breslau) 18: 269-304. Traduzido do original em russo publicado em 1929 em Trudy Soveščaniya Geobotanikov-lugovedov.zref name="bio" />